# Ganbarimashō
Singles de SMAP
Original Smile
(9 septembre 1994) Tabun All Right
(21 décembre 1994)
Ganbarimashō (がんばりましょう, trad. : « Faire de mon mieux ») est le 
14e single du groupe japonais SMAP, sorti en 1994.

## Détails du single
Il sort le 9 septembre 1994 sous format mini-CD single de 8 cm ; il atteint la 2e place du classement hebdomadaire des ventes de l'Oricon et reste classé à ce jour 9e single du groupe le mieux vendu selon l'Oricon.
Le single contient la chanson-titre Ganbarimashō (écrite par Megumi Ogura), la chanson face-B Kimi to Boku no 6-kagetsu (écrite par Taku Mitsui) ainsi que leurs versions instrumentales.
Dans la chanson Ganbarimashō, Katsuyuki Mori commence à interpréter la première partie en solo sur le 1er et 2e couplet ; Takuya Kimura lui succède en interprétant également en solo les dernières parties des couplets avant que le refrain commence.
La chanson-titre ne figurera dans aucun album studio du groupe. Elle figurera néanmoins sur la toute première compilation COOL en 1995, comme single officiel de la compilation, ainsi que sur certaines et prochaines compilations du groupe telles que Smap Vest en 2001 et SMAP AID en 2011. Elle sera notamment incluse sous une version remixée sur l'album de remix BOO en 1996.

## Formation
- Masahiro Nakai (leader) : chœurs
- Takuya Kimura : chant principal
- Katsuyuki Mori : chant principal
- Goro Inagaki : chœurs
- Tsuyoshi Kusanagi : chœurs
- Shingo Katori : chœurs

## Liste des titres
| 1. | Ganbarimashō (君と僕の6ヶ月)             |  |
| 2. | Kimi to Boku no 6-kagetsu                |  |
| 3. | Ganbarimashō (Intrumental)               |  |
| 4. | Kimi to Boku no 6-kagetsu (Instrumental) |  |